# Robert Donat
Friedrich Robert Donath (født 18. marts 1905, død 9. juni 1958) var en engelsk film- og teaterskuespiller.

## Opvækst
Robert Donat far var polsk indvandrer og moren engelsk. Han led af svær stammen og da han var elleve år gammel begyndte han at tage sproglære, hvilket resulterede i, at han havde en usædvanlig smuk stemme, som i sidste ende ville gøre ham til en af Storbritanniens største skuespillere.

## Karriere
Han scenedebuterede som 16-årig og spillede med opførelser af Shakespeare og andre klassiske roller i provinsteatre før debuten i London i 1930. Donat, som var en høj, mørk og smuk mand fik hurtigt opmærksomhed til forskellige film. Han filmdebuterede i 1933 med Henrik den Ottendes privatliv af Alexander Korda.
Efter en kort Hollywood-karriere, kom han tilbage til England og medvirkede i Hitchcocks De 39 trin. Han medvirkede derefter i flere af Storbritanniens bedste film i 1930'erne. I 1939 vandt han en Oscar for bedste mandlige hovedrolle for sin præstation i Farvel Mr. Chips, hvor han var under filmen var i alderen 25-83 år.
Han blev hæmmet i sin filmkarriere af en livslang kamp mod astma kombineret med lavt selvværd. Han afviste flere filmroller end han antog. Under indspilningen af hans sidste film Sjette lykkes kro, var han alvorligt syg og gennemførte snævert indspilningen med hjælp af ilttanke. Ironisk nok var det hans sidste replik i filmen: "We shall not see each other again, I think. Farewell". Han døde 53 år.

## Filmografi (udvalg)
- 1933 – Henrik den Ottendes privatliv
- 1934 – Greven af Monte Cristo
- 1935 – De 39 trin
- 1935 – Spøgelset flytter med!
- 1938 – Borgen
- 1939 – Farvel Mr. Chips
- 1942 – The Young Mr. Pitt
- 1945 – Perfect Strangers
- 1947 – Captain Boycott
- 1951 – The Magic Box
- 1958 – Sjette lykkes kro